# Gare de Vincey
La gare de Vincey est une gare ferroviaire française de la ligne de Blainville - Damelevières à Lure, située sur le territoire de la commune de Portieux, à proximité de Vincey, dans le département des Vosges en région Grand Est.
Elle est mise en service en 1887 par la Compagnie des chemins de fer de l'Est. C'est un point d'arrêt sans personnel de la Société nationale des chemins de fer français (SNCF) desservi par des trains TER Grand Est.

## Situation ferroviaire
Établie à 291 m d'altitude, la gare de Vincey est située au point kilométrique (PK) 30,162 de la ligne de Blainville - Damelevières à Lure, entre les gares de Charmes (Vosges) et de Châtel - Nomexy.

## Histoire
La halte de Vincey est mise en service le 7 août 1887 par la Compagnie des chemins de fer de l'Est.

## Fréquentation
De 2015 à 2024, selon les estimations de la SNCF, la fréquentation annuelle de la gare s'élève aux nombres indiqués dans le tableau ci-dessous.
| Année     | 2015   | 2016   | 2017   | 2018   | 2019   | 2020   | 2021   | 2022   | 2023   | 2024   |
| --------- | ------ | ------ | ------ | ------ | ------ | ------ | ------ | ------ | ------ | ------ |
| Voyageurs | 26 350 | 21 937 | 19 685 | 17 225 | 17 932 | 16 652 | 29 570 | 55 978 | 82 335 | 63 028 |

## Service des voyageurs

### Accueil
Halte SNCF, c'est un point d'arrêt non géré (PANG) à accès libre.

### Desserte
Vincey est desservie par les trains TER Grand Est qui effectuent des missions entre les gares : de Nancy-Ville et d'Épinal, ou de Remiremont.

### Intermodalité
Un parc pour les vélos et un parking pour les véhicules y sont aménagés.